# HEAO-2
Einstein
Pour les articles homonymes, voir Einstein (homonymie).

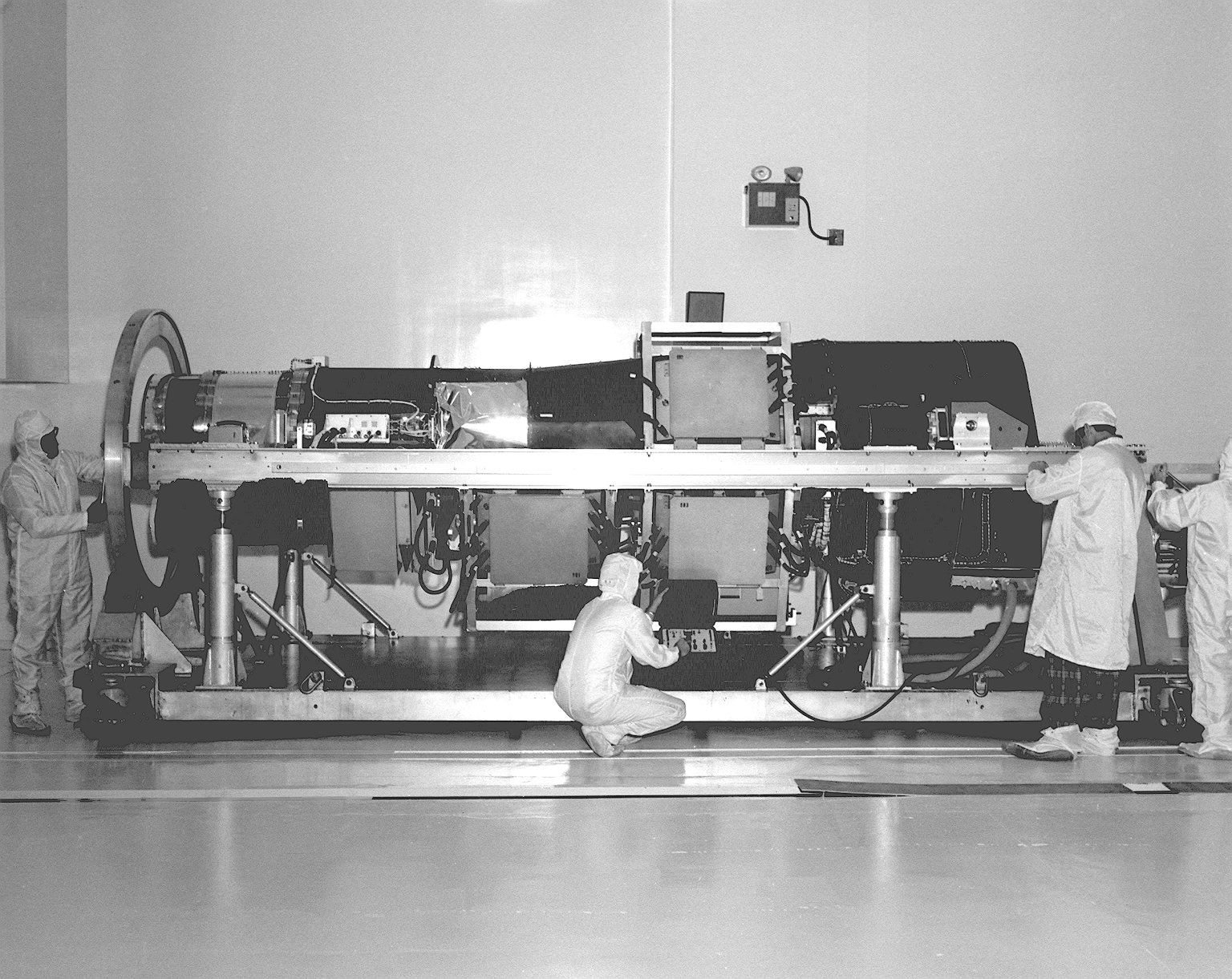
Le rayons X, principale charge utile de HEAO-2, en cours d'étalonnage au centre spatial Marshall.

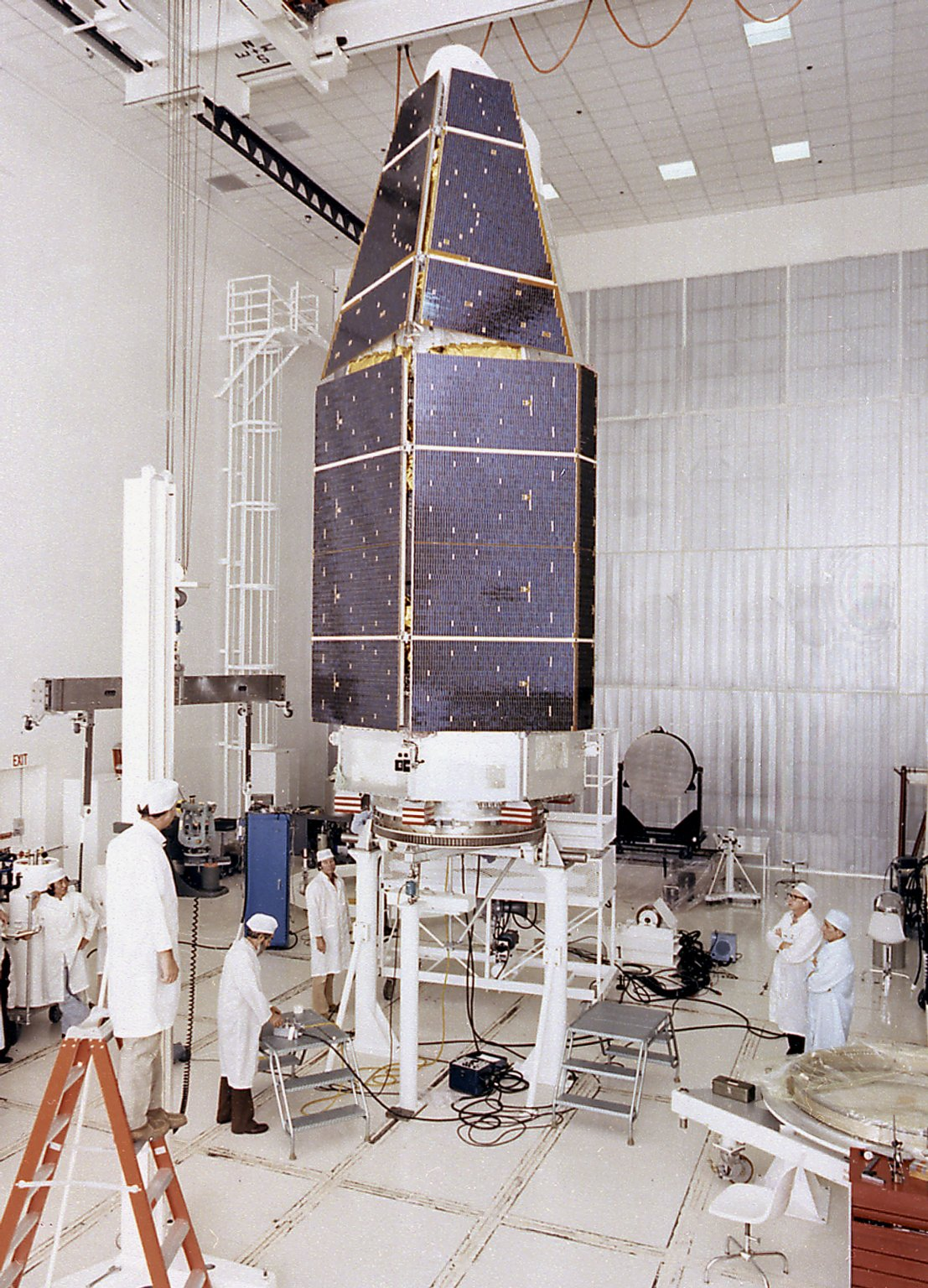
HEAO-2, en phase finale d'assemblage chez son constructeur TRW.

HEAO-2  (High Energy Astrophysical Observatory), renommé Einstein après son lancement, est un observatoire spatial travaillant dans le domaine des rayons X lancé le 12 novembre 1978. Il est le premier satellite X à fournir des images depuis l'espace (il était enfin capable de définir des images d'objets étendus, diffus et de détecter des sources faibles). HEAO-2 fait partie d'une série de 3 satellites du même type développés par la NASA : les deux autres observatoires sont HEAO-1 lancé le 12 août 1977 et HEAO-3 lancé le 20 septembre 1979. Il fut aussi le premier satellite de la NASA à proposer un programme d'observation sur invitation (Guest Observer Program) .

## Contexte: le programme HEAO
L'astronomie des hautes énergies (rayons gamma, rayons X et rayons cosmiques) débute avec l'ère spatiale. En effet, ces rayonnements ne sont pas directement observables depuis le sol, car ils sont bloqués par l'atmosphère terrestre. Au début des années 1960, des expériences limitées embarquées sur des ballons stratosphériques ou de petits satellites démontrent que la Terre est bombardée par ces rayonnements produits par des processus astrophysiques qui restent largement inexpliqués. Aux États-Unis, trois groupes de scientifiques travaillent notamment sur le sujet. Le groupe du Naval Research Laboratory dirigé par Herbert Friedman découvre et observe les émissions de rayons X du Soleil à l'aide de détecteurs lancés par des fusées. Bruno Rossi, du Massachusetts Institute of Technology (MIT) et Riccardo Giacconi, futur prix Nobel de physique pour ses contributions au domaine de l’astrophysique, en particulier dans celui du rayonnement X, du laboratoire American Science and Engineering (en) (AS&E), étudient le moyen de focaliser le rayonnement X à l’aide de télescopes. Enfin, Frank B. McDonald du centre de vol spatial Goddard (établissement de la NASA) est un des pionniers de l'étude des rayons cosmiques. Durant l'été 1965, l'Académie des sciences américaine organise des séances de travail pour définir les moyens de faire progresser l'astronomie des hautes énergies. Les chercheurs se mettent d'accord autour d'un projet de développement d'une série de satellites de grande taille réutilisant des composants du programme Apollo et emportant des expériences simples pouvant d'une part effectuer un inventaire systématique des sources de ces rayonnements et d'autre part étudier de manière détaillée celles-ci.
En 1967; la NASA crée une commission vouée à l'activité astronomique qui doit permettre à l'agence spatiale de définir sa stratégie dans ce domaine. Les travaux de cette commission proposent un programme qui inclut le lancement de plusieurs expériences de grande taille de 1 à 5 tonnes constituant l'amorce du programme HEAO. L'étude est approfondie et sa mise en œuvre est proposée au centre de vol spatial Goddard, qui traditionnellement s'occupe à la NASA des applications scientifiques, mais l'activité de cet établissement ne lui permet pas de consacrer des ressources au projet. C'est le Centre de vol spatial Marshall dirigé par Wernher von Braun et dont les perspectives de plan de charge sont en forte décroissance avec l'achèvement des développements de la fusée Saturn V, qui accepte finalement de travailler sur le sujet. En 1970, la NASA donne son accord pour le développement du projet et lance un appel à propositions pour les expériences scientifiques embarquées. Quatre missions sont programmées. Les deux premières embarquent un panachage d'expériences portant sur le rayonnement X, gamma et les rayons cosmiques, la troisième est entièrement consacrée aux rayons X tandis que la dernière ne porte que sur les rayons cosmiques. Les satellites doivent avoir une masse unitaire d'environ 10 tonnes. En 1971, les deux premières missions du programme HEAO (High Energy Astrophysical Observatory en français Observatoire astrophysique des autres énergies) sont approuvées par le Congrès américain et se voient attribuer des fonds. La société TRW est retenue pour développer les satellites et les travaux sont lancés.
Mais, fin 1972, l'administration du président Nixon décide de limiter le budget de la NASA pour l'année fiscale 1974 et alloue un montant inférieur à celui accordé par le Congrès américain. La NASA, qui doit financer ses activités avec des sommes insuffisantes, est par ailleurs confrontée aux dépassements importants de son programme Viking, dont les sondes spatiales doivent être lancées vers Mars en 1976. Pour l'agence spatiale américaine, la seule solution passe par l'annulation de projets existants. Or, le programme HEAO, est le seul dont l'annulation pourrait dégager suffisamment de fonds. Ce projet souffre par ailleurs d'une escalade des couts. L'administrateur de la NASA décide en conséquence d'annuler HEAO résolvant ainsi deux problèmes d'un coup. Les responsables du projet HEAO décident immédiatement de tenter d'inverser cette décision en mettant au point une version moins couteuse du projet (un tiers du budget prévu initialement) et en proposant de mettre en suspens les travaux durant un an et demi en attendant une conjoncture budgétaire plus favorable. La masse à placer en orbite étant un des facteurs de cout les plus importants, ils décident de remplacer les quatre satellites d'une masse unitaire de 10 tonnes par 3 satellites pesant ensemble 10 tonnes. L'expérience la plus lourde qui devait permettre d'observer à la fois les rayons cosmiques et le rayonnement gamma est sacrifiée et les expériences de deux premiers satellites dans la configuration originale sont désormais prises en charge par le premier satellite.
La NASA valide cette solution qui lui donne par ailleurs le temps d'évaluer le soutien de la communauté scientifique au projet. Celle-ci est plutôt favorable compte tenu du succès rencontré par le petit observatoire de rayons X Uhuru lancé en 1970. Deux télescopes à rayons X embarqués à bord de la station spatiale Skylab mise en orbite en 1973 ont par ailleurs fourni des images impressionnantes du Soleil et ont démontré les apports de ce type d'instrument prévu dans la charge utile d'un des satellites HEAO. Les scientifiques impliqués dans le programme HEAO se réunissent au cours des mois suivants pour effectuer les arbitrages rendus nécessaires par la réduction de la taille des satellites HEAO. Après de longues séances de travail, la charge utile de chacun des trois satellites est définie. HEAO A (renommée après son lancement HEAO-1) doit effectuer une recherche systématique des sources X dans le ciel. HEAO B (HEAO-2) est un télescope à rayons X mous et HEAO-C (HEAO-3) est destiné à l'étude des rayons cosmiques et à la recherche de raies spectrales dans le rayonnement X dur et gamma mou. Finalement, en juillet 1974 des fonds sont de nouveau disponibles pour le programme et celui-ci redémarre. Une des restrictions les plus importantes apportées au programme HEAO à la suite de la réduction budgétaire est la durée de vie limitée des satellites. Ceci a été obtenu en réduisant la quantité d'ergols utilisée pour contrôler l'orientation des observatoires spatiaux. Les missions HEAO-1 comme HEAO-2 seront interrompues pour cette raison au bout de 10 mois. Grâce à une gestion sophistiquée des propulseurs utilisés, HEAO-2 parviendra à fonctionner durant 2 ans et demi.

## Caractéristiques techniques

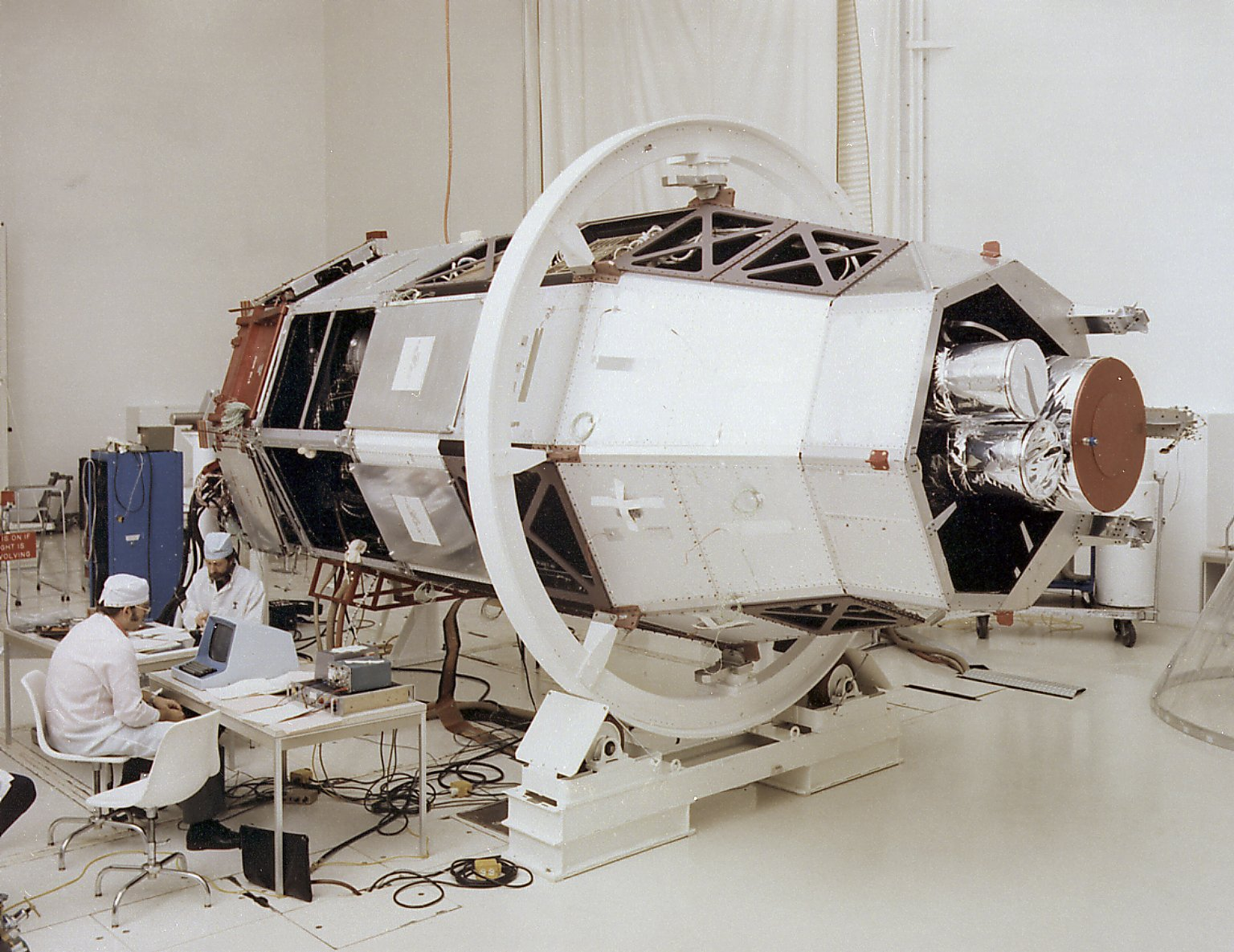
HEAO-2, en cours de test chez son constructeur, TRW.

HEAO-2 est construit par l'établissement de Redondo Beach (Californie) de la société TRW. Il a une masse d'environ 2 700 kg et sa  forme est  approximativement  cylindrique avec un diamètre de 2 mètres et une longueur de 6 mètres. Il comprend deux sous-ensembles. La plateforme, qui abrite les servitudes (production d'énergie, contrôle d'attitude, etc.) et est identique pour les trois satellites HEAO, forme l'extrémité du cylindre et est longue de 1 mètre, tandis que les instruments occupent le reste de la structure. Le satellite est pointé vers la région étudiée. Les panneaux solaires fournissent 460 watts à 28 watts. Les données collectées par les instruments sont enregistrées sur des enregistreurs à bande et sont transférées aux stations terrestres avec un débit de 6,4 kilobits par seconde.

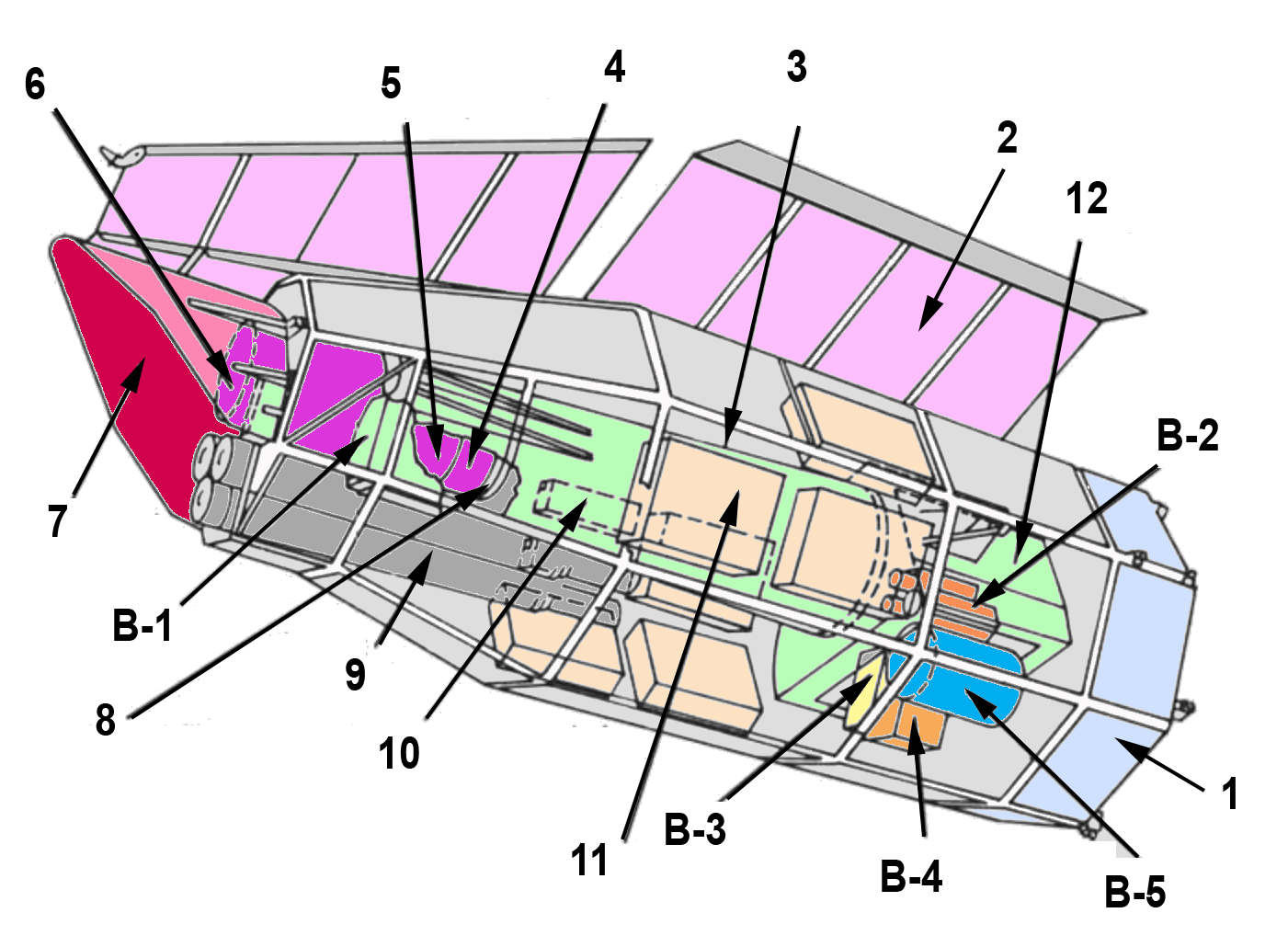
Schéma d'HEAO 2 : B-1 : Compteur proportionnel à gaz - B-2 : Détecteur de la caméra haute définition - B-3 : Spectromètre à cristal - B-4 : Compteur proportionnel à gaz - B-5 : Spectromètre à détecteur solide - 1 : Plateforme/bus - 2 : Panneau solaire - 3 : Banc optique - 4 : Précollimateur arrière - 5 : Optique Wolter - 6 : Précollimateur avant - 7 : Pare-Soleil - 8 : Filtres et spectromètre à grilles - 9 : Viseurs d'étoiles - 10 : Emplacements réservés aux expériences - 11 : Électronique centrale - 12 : Plan focal

## Télescope
La charge utile de HEAO-2 est un télescope conçu pour observer le rayonnement X mous (0,2-4 keV) en restituant des images à haute résolution (quelques secondes d'arc). Il dispose de  quatre instruments situés dans son plan focal. Le télescope est de type Wolter-1 avec un miroir primaire constitué de 4 coques emboitées d'un diamètre croissant compris entre 33 et 56 cm. La superficie effective est 400 cm² pour un rayonnement de 0,25 keV mais tombe à 30 cm² lorsque l'énergie du rayonnement atteint 4 keV. La longueur focale est de 3,4 mètres et le champ de vue de est de 1°. L'image obtenue peut être replacée dans son arrière-plan optique grâce à trois viseurs d'étoiles coalignés avec le télescope et ayant un champ de vue de 2°x 2°, une précision de une seconde d'arc et suffisamment sensible pour permettre la détection d'une étoile dont la magnitude apparente est de 9.

## Instruments
Un des quatre instruments suivants peut être placé dans son plan focal :
- HRI (High Resolution Imaging detector) réalise des images à haute résolution dans le spectre 0,15-3 keV. C'est un compteur proportionnel sensible à la position.
- IPC (the broader field Imaging Proportional Counter).
- SSS (Solid State Spectrometer) est un spectromètre.
- FPCS (Focal Plane Crystal Spectrometer).

Par ailleurs HEAO-2 emporte un instrument coaligné avec le télescope X : MPC, (Monitor Proportional Counter),

## Déroulement de la mission

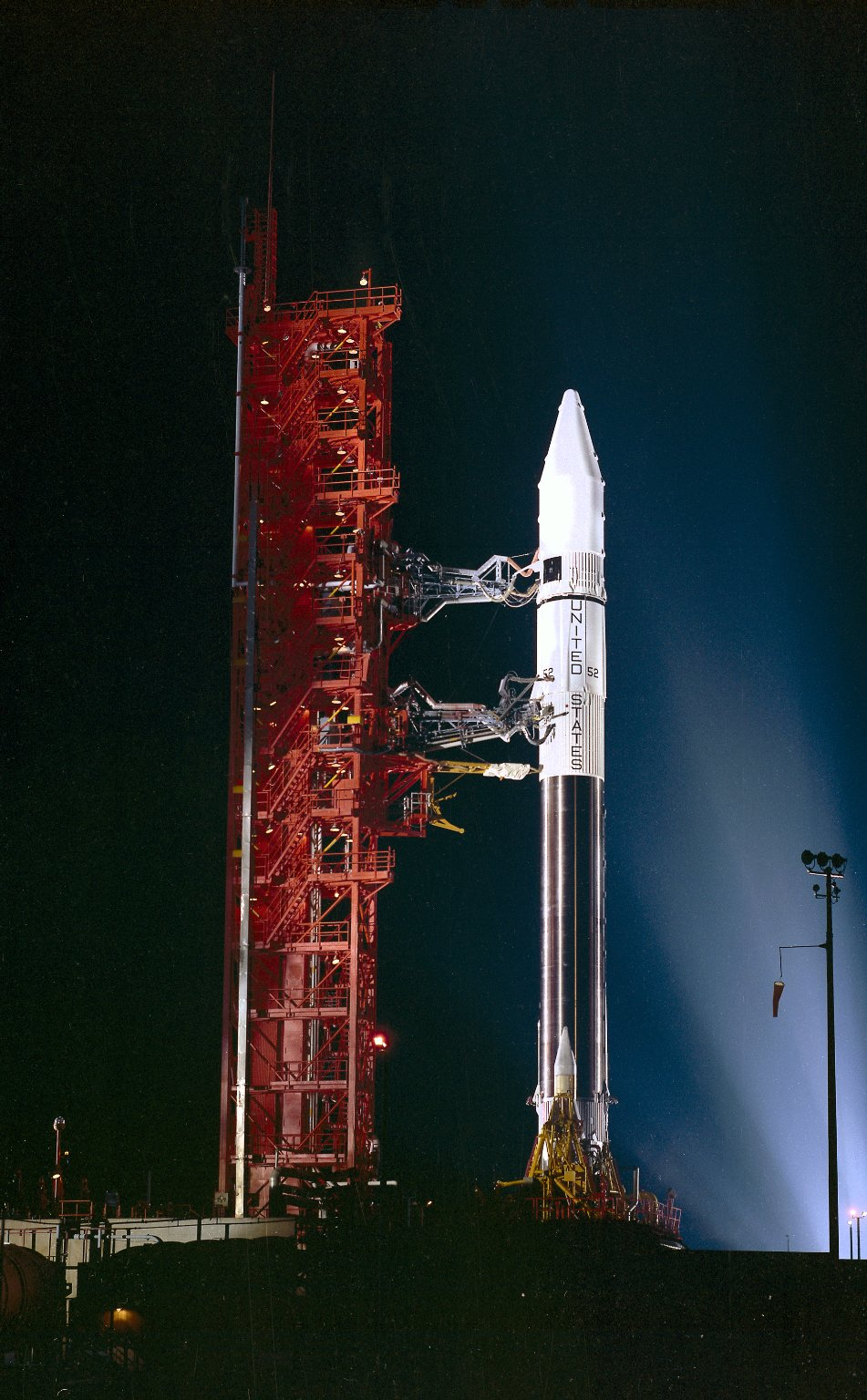
HEAO-2 et son lanceur Atlas/Centaur, peu avant le décollage.

HEAO-2 est lancé le 13 novembre 1978 par une fusée Atlas/Centaur tirée depuis la base de Cape Canaveral et placé sur une orbite basse circulaire de 470 km avec une inclinaison orbitale de 23° qu'il parcourt en 94 minutes. Le spectromètre SSS  a épuisé le liquide cryogénique qui lui permettait de fonctionner au bout de 11 mois. L'observatoire a épuisé le gaz permettant de contrôler son orientation en avril 1981, ce qui a mis fin à la mission 2,5 années après son lancement, alors que 5 600 observations. Le satellite est détruit le 26 mai 1982 lors de sa rentrée atmosphérique.

## Résultats
HEAO-2 a effectué 5 600 observations. Grâce sa résolution angulaire de l'ordre que quelques secondes d'arc s'accompagnant d'une forte réduction du bruit de fond, le télescope spatial avaient une sensibilité plusieurs centaines de fois supérieures à celle des observatoires de rayons X qui l'ont précédé. C'est également le premier observatoire rayons X de la NASA à avoir mis en œuvre un programme permettant à des astronomes non impliqués dans le projet d'effectuer des observations. Les principaux résultats obtenus sont :
- Première étude de la structure des rémanents de supernova
- Découverte de fortes émissions coronales autour d'étoiles normales
- Identification de sources compactes dans la galaxie  externe  M31 et les Nuages de Magellan
- Détection de couronnes de gaz chauds dans des galaxies primales
- Détection de gaz en cours de refroidissement au cœur de groupes de galaxies
- Découverte de jets de rayons X coalignés avec des jets radio
- Les observations de zones dépourvues d'objets visibles ont permis de déterminer que 25 % du bruit de fond était produit par des groupes de galaxies.

HEAO-2 a été le premier satellite à découvrir un pulsar X anormal (PSR J2301+5852/2E 2259.0+5836, en 1981), une sous-classe des pulsars X à très fort champ magnétique. Il a également découvert l'existence d'un objet compact atypique nommé 1E161348-5055 au centre du rémanent de supernova RCW 103.

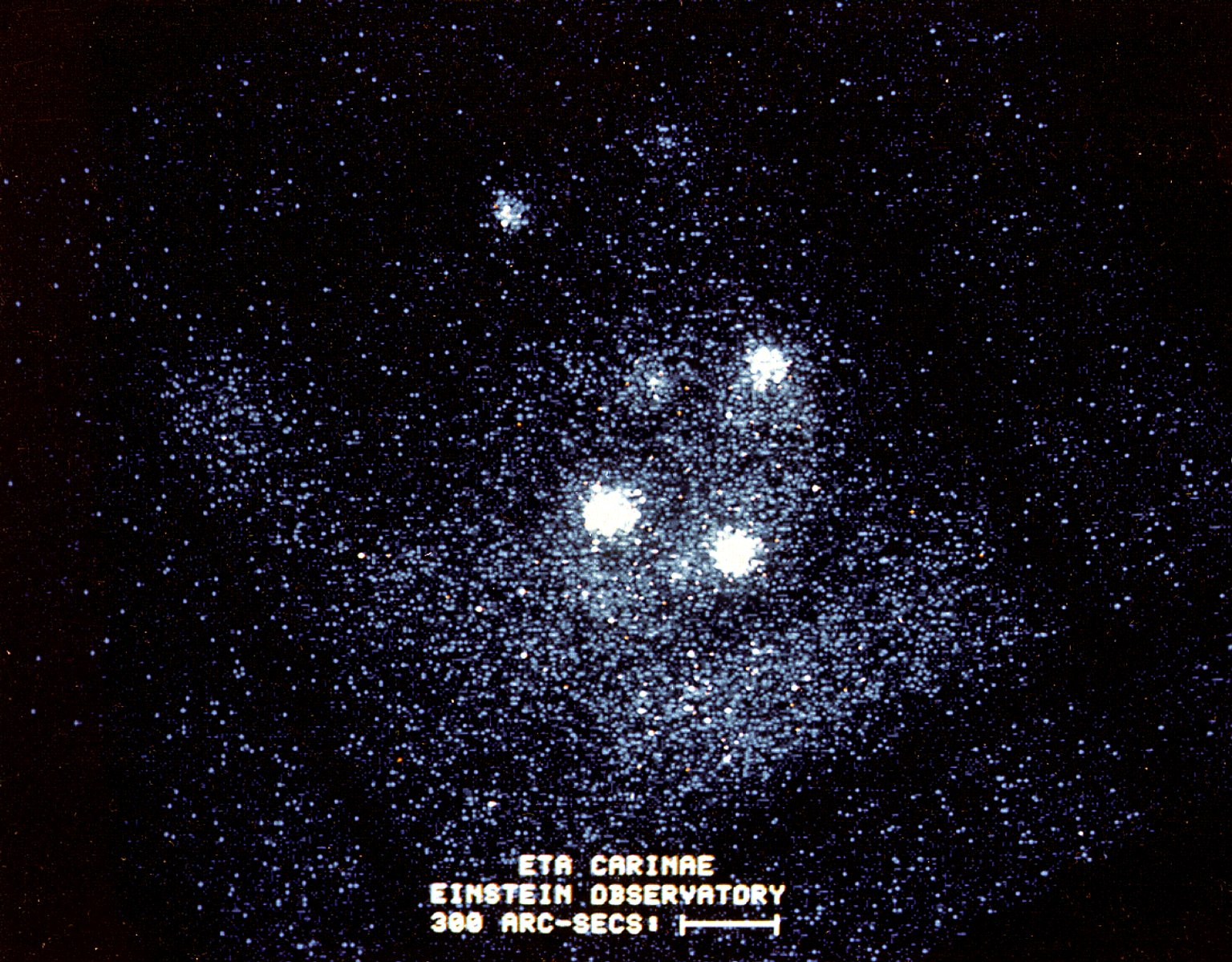
Nébuleuse Eta Carinae.
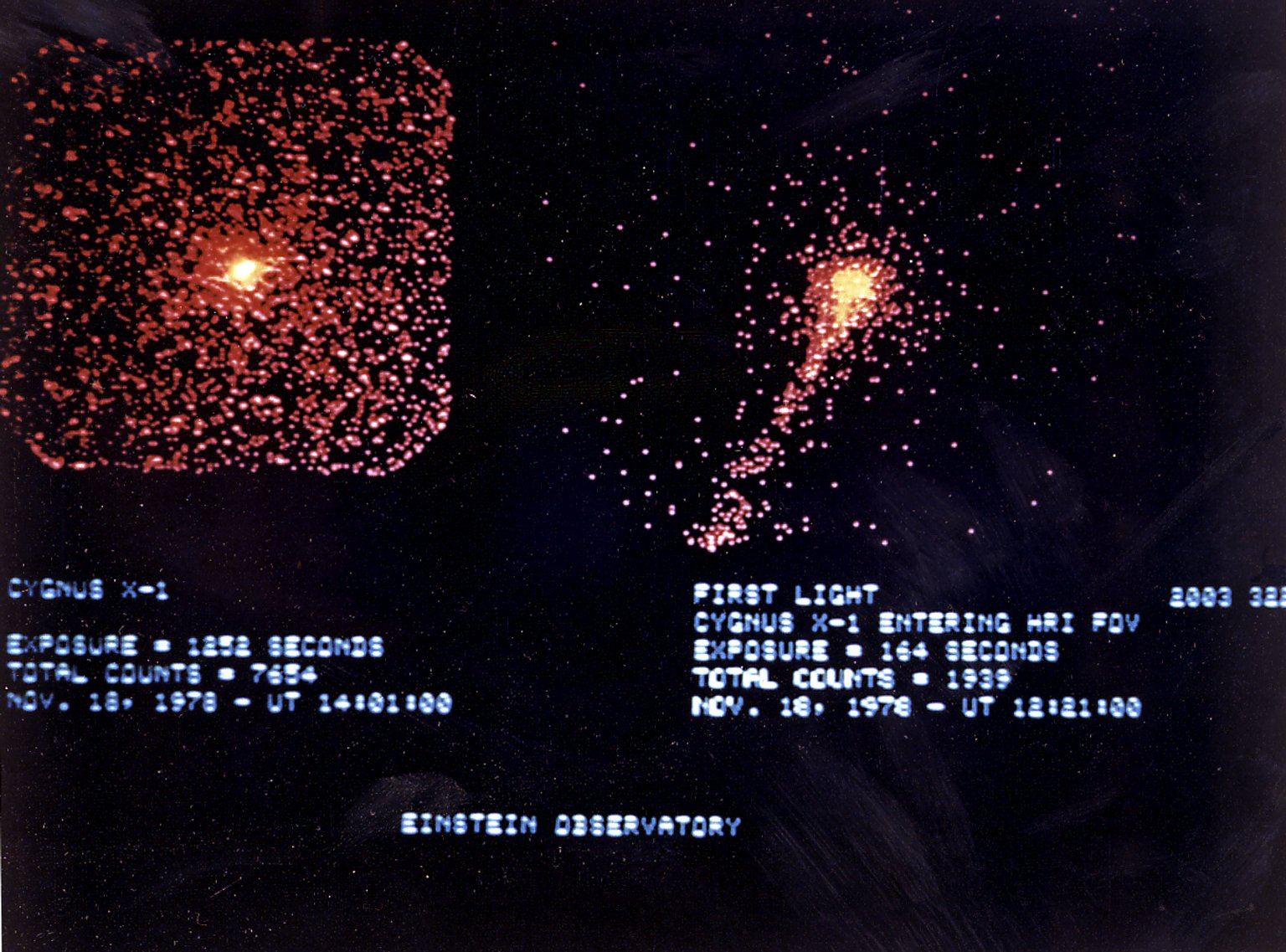
Trou noir de Ctgus X-1.
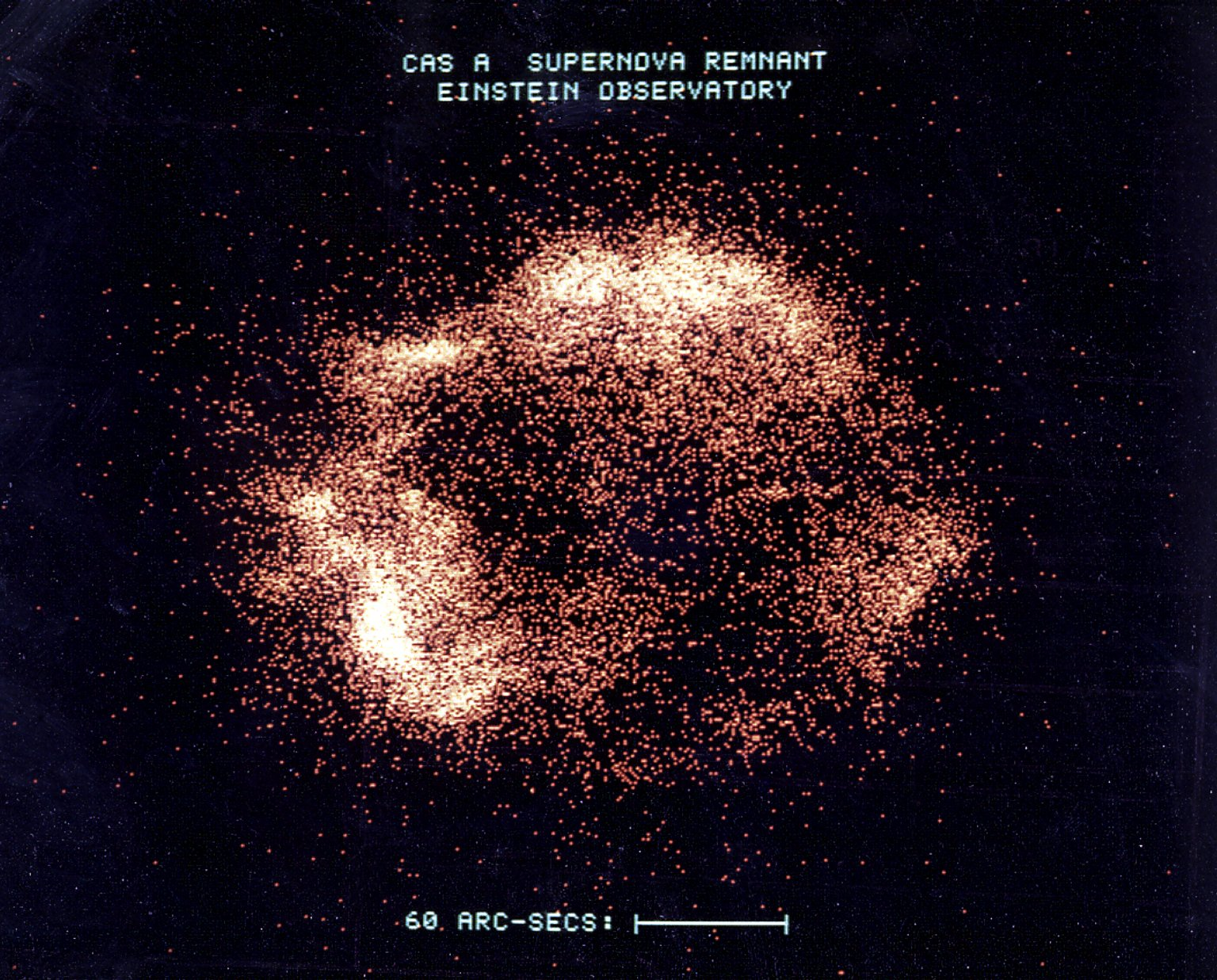
Rémanent de la supernova Cassiopeia A.